# Untere Gneisdecke
Die Untere Gneisdecke, im Französischen Unité Inférieure des Gneiss, ist eine weit verbreitete tektonische Deckeneinheit im französischen Massif Central. Sie stellt die strukturell tiefere der beiden Gneisdecken dar.

## Einführung

### Vorkommen
Neben ihrer weitläufigen Verbreitung im Limousin kann die Untere Gneisdecke in fast allen Abschnitten des Zentralmassivs angetroffen werden. Sie findet sich beispielsweise im Tulle-Antiklinal, in der Umgebung von Bellac, auf dem Plateau von Aigurande im Norden, an der Sioule, bei Ussel, in der Margeride, im Rouergue und in den nordöstlichen Cevennen.

### Struktureller Aufbau

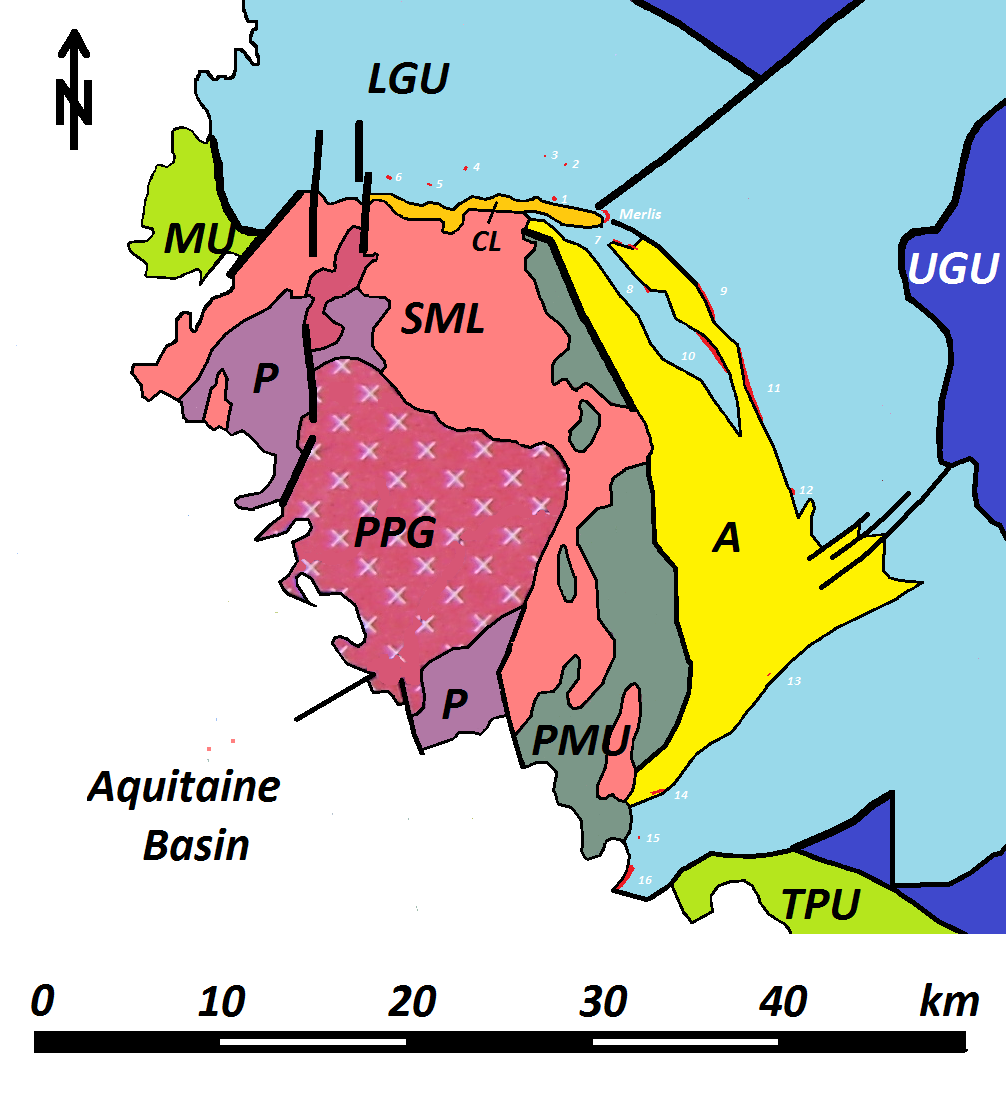
Geologische Übersichtskarte des Saint-Mathieu-Doms mit den ihn umgebenden Decken

Die Untere Gneisdecke gehört zur Ligero-arvernischen Zone des Zentralmassivs. Diese ist zur Moldanubischen Zone Deutschlands äquivalent (z. b. Schwarzwald und Bayerischer Wald) und stellt den hochmetamorphen Zentralteil des Variszikums dar. Kennzeichnend für diese zentrale Zone sind vier bzw. fünf Deckenneinheiten, die während der Variszischen Kontinentalkollision ab dem Oberdevon und während des Unterkarbons übereinandergestapelt wurden.
Im Limousin kann folgender Deckenstapel beobachtet werden (von strukturell höher nach strukturell tiefer):
- Génis-Einheit
- Thiviers-Payzac-Einheit (TPU)
- Obere Gneisdecke (UGU)
- Untere Gneisdecke (LGU)
- Parautochthone Glimmerschiefereinheit (PMU)

Die Untere Gneisdecke ist auf der gegenüberliegenden geologischen Karte (in hellblau) mit LGU ausgewiesen.

### Zeitlicher Rahmen

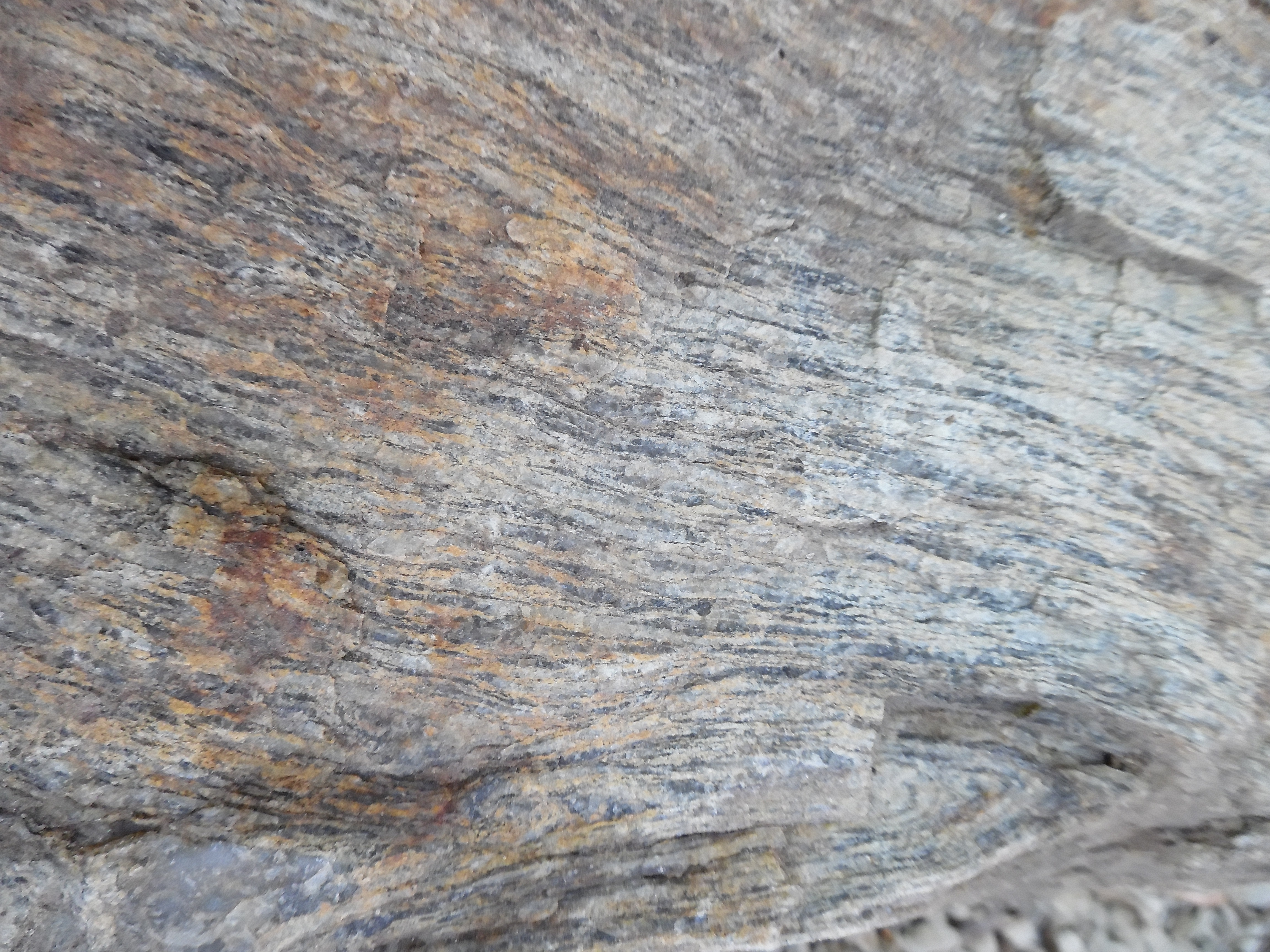
Leptynit vom Tuquet bei Châlus mit isoklinalem Faltenbau

Das Variszische Orogen hat eine mehrstufige Entwicklung hinter sich und ist aus mehreren Krustensegmenten verschweißt. Generell lassen sich zwei Großzyklen unterscheiden. Nach anfänglicher eovariszischer Subduktion des Massif-Central-Ozeans (bzw. des Mitteleuropäischen Ozeans) nach Norden mit einhergehender Hochdruckmetamorphose (Stadium D 0) kam es schließlich zur Kontinentalkollision zwischen Peri-Gondwana im Süden, Laurussia im Norden und den dazwischenliegenden Mikrokontinenten Armorica und Avalonia.
Die Untere Gneisdecke (Englisch Lower Gneiss Unit oder abgekürzt LGU) hat im Zentralmassiv zusammen mit der Oberen Gneisdecke die erste Deformationsstufe D 0 registriert, ausgelöst durch Subduktion und Hoch-/Ultrahochdruckmetamorphose HP/LT während des Silurs und Unterdevons (im Zeitraum 440/430 bis 390 Millionen Jahre). Im Unterdevon schloss sich dann auch der Rheische Ozean durch Subduktion, diesmal jedoch in Südrichtung. Beide Gneisdecken erfuhren nach diesem Subduktionsereignis ab dem Mitteldevon eine hochgradige Regionalmetamorphose mit Migmatitbildung im Frasnium (385 bis 375 Millionen Jahre), bedingt durch Wiederauftauchen (Druckentlastung) der subduzierten Krustenabschnitte. Die maximalen Druck-Temperatur-Bedingungen lagen in der Unteren Gneisdecke bei 1,2 GPa und 500 °C. Die assoziierte Deformationsstufe D 1 bewirkte den generellen Schersinn Hangend nach Südwest.
Die Deformationsstufe D 2 erfasste dann ab dem Oberdevon und frühesten Unterkarbon den gesamten Deckenstapel einschließlich der Parautochthonen Glimmerschiefereinheit (Zeitraum 380 bis 350 Millionen Jahre), wobei die drei untersten Decken hochgradig amphibolitfaziell metamorphosiert wurden (Metamorphose des Barrow-Typs MP/MT mit 0,9 GPa und 600 °C in der Unteren Gneisdecke). Die Gesteine erhielten hierbei im Tournaisium zwischen 360 und 350 Millionen Jahren eine nach Südost gerichtete Strecklineation, die den duktilen Hangend-nach-Nordwest-Schersinn widerspiegelt. In diesem Zusammenhang überfuhr die Obere die Untere Gneisdecke mit der darunterliegenden Parautochthonen Glimmerschiefereinheit in Nordwestrichtung. Da die Obere Gneisdecke zuvor stärker metamorphosiert worden war, wird hierdurch eine "umgekehrte" Metamorphose vorgetäuscht.
Zwischen 350 und 325 Millionen Jahren folgte sodann das thermische Ereignis des Viseums (Stadium D 3), das als Monazitalter nachweisbar ist. Der Zentralbereich des Zentralmassivs stand unter Südost gerichteter Dehnung und Transtension, wohingegen die Außenbereiche eine Nordost-gerichtete Einengung erfuhren. Das Ereignis brachte zwischen 350 und 340 Millionen Jahren einen weit verbreiteten Magmatismus mit sich (Guéret-Granit etc.), den Vulkanismus der Tufs Anthracifères gegen 330 Millionen Jahren und zwischen 340 und 325 Millionen Jahren eine zweite Generation von Migmatiten.
Ab 325 Millionen Jahren beherrschten Ausdehnungstektonik, aber auch transpressive Seitenverschiebungen den Deckenstapel des Limousins (Stadien D 4 und D 5). Bedingt durch die resultierende Druckentlastung kam es zu Anatexis und der Intrusion von vorwiegend Leukograniten im Oberkarbon. Das noch syn-orogene Stadium D 4 (325 bis 315 Millionen Jahre) erfolgte unter Streckung in Südost-Nordwest-Richtung, D 5 (305 bis 275 Millionen Jahre) war jedoch bereits post-orogen und zeigte Streckung nach Nord bis Nordost (mit Grabenbildung).

## Petrologie

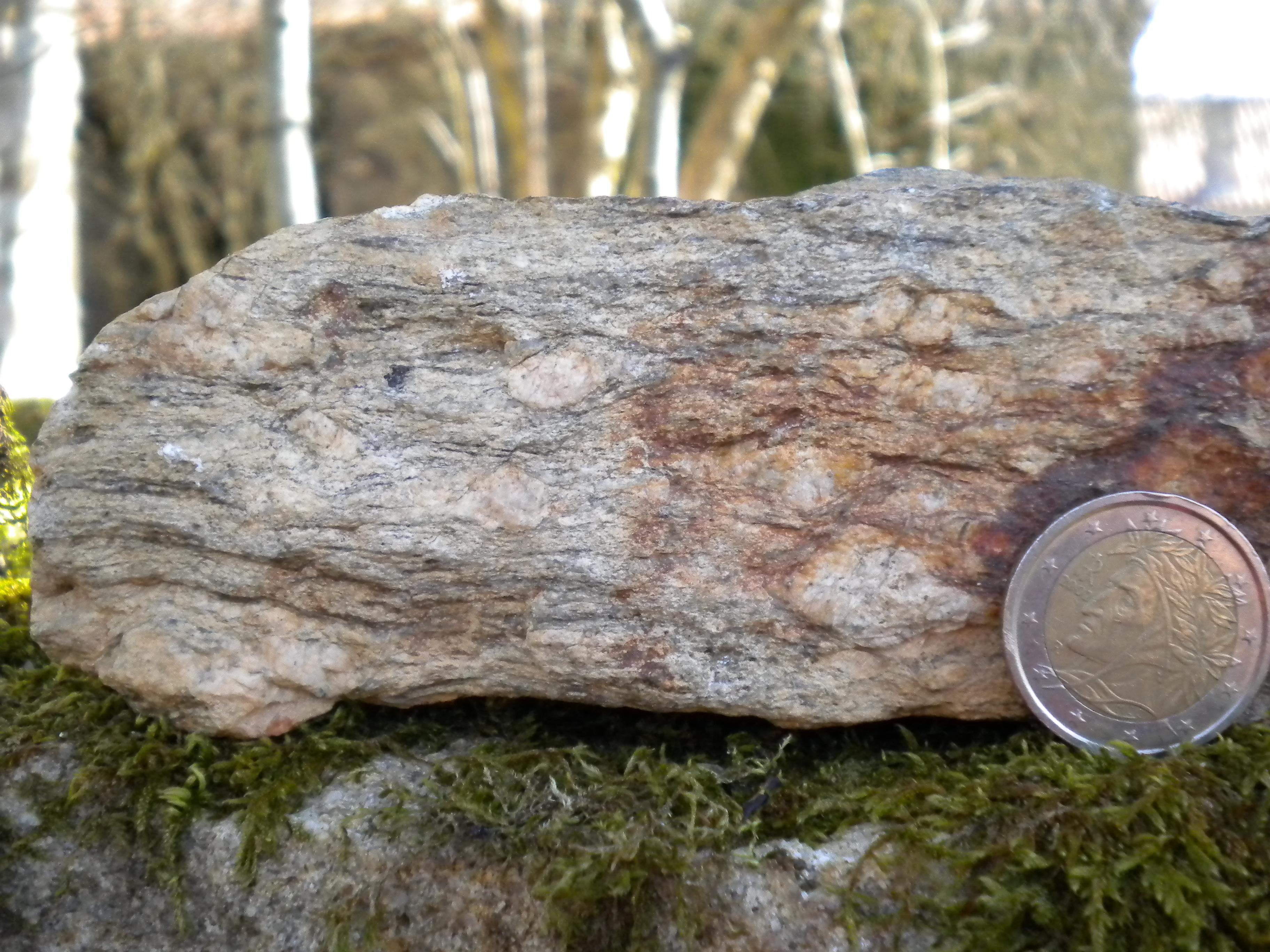
Basaler Augengneis der Unteren Gneisdecke bei Mialet, Dordogne

### Metamorphite
Die Untere Gneisdecke wird vorwiegend aus Gneisen aufgebaut, darunter Paragneise, Augengneise und leptynitische Augengneise. Angetroffen werden innerhalb der Decke ferner Leptynite und recht selten tektonisch eingeschuppte Bänder und Linsen von Amphiboliten und Serpentiniten. Letztere werden als Ophiolithe und somit als Überreste des einstigen Massif-Central-Ozeans interpretiert. Auch Migmatite treten auf.
Paragneis ist der am häufigsten vorkommende Gesteinstypus. Es lassen sich zwei Fazies erkennen – eine Zweiglimmerfazies mit Biotit und Muskovit und eine reine Biotitfazies. Die Paragneise waren am Ende des Neoproterozoikums (Ediacarium) und zu Beginn des Kambriums am Nordrand von Gondwana als Pelite und Grauwacken abgelagert worden.
Die deutlich foliierten und mit einer Lineation versehenen Augengneise bilden gewöhnlich die Basis der Unteren Gneisdecke. Sie sind aus zerscherten Granitoiden hervorgegangen. Ihre Feldspataugen sind meist zwischen 0,5 und 2 Zentimeter groß.
Bei den leptynitischen Gesteinen handelt es sich um ehemalige saure Vulkanite bzw. deren Verwitterungsprodukte – überwiegend Rhyolithe und Dazite.
Die Amphibolitlinsen werden als einstige Gabbros angesehen. Die Serpentinite stellen ehemalige Peridotite dar, wahrscheinlich Harzburgite.
Die Migmatite zeichnen sich durch meist parallel zur Foliation erfolgende Leukosombildung aus (Metatexite). Bei fortgeschrittenem Aufschmelzen entstehen nebulitische bis sehr massiv wirkende Gesteine (Diatexite).

### Magmatite

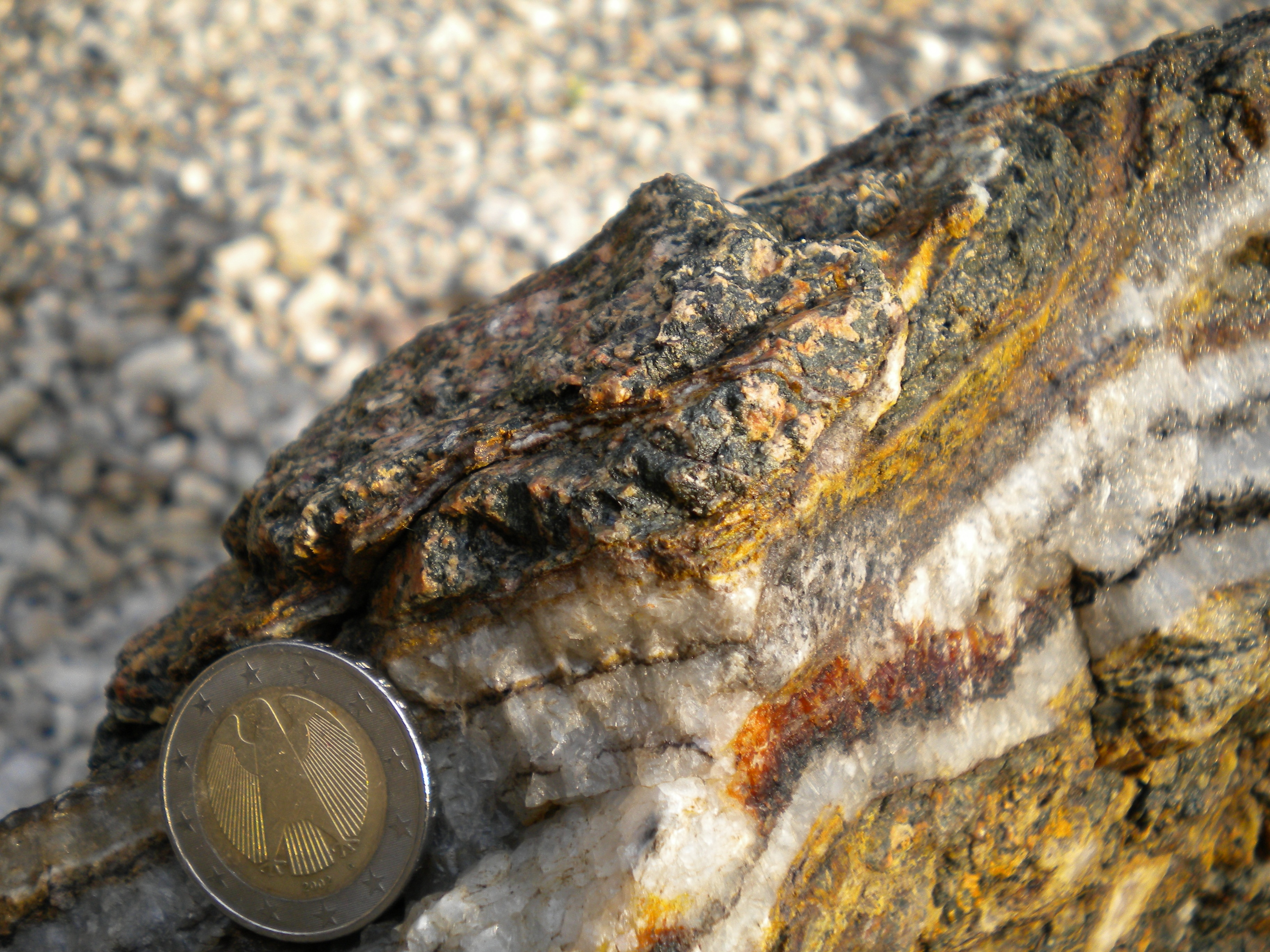
Der Mazières-Quarzdiorit

Die Schmelzbildung ging über das Migmatitstadium hinaus und so wurden die Metamorphite der Unteren Gneisdecke ab zirka 360 Millionen Jahren von mehreren Generationen an Magmatiten intrudiert. Im westlichen Limousin lassen sich folgende Intrusivkörper unterscheiden:
- die zur kalkalkalischen Limousin-Tonalitlinie gehörenden Exideuil-Quarzdiorit und Mazières-Quarzdiorit
- der 352 Millionen Jahre alte Oradour-sur-Glane-Granit, ein aluminiumreicher, mesokrater Zweiglimmergranit
- die kalkalkalischen Chirac-Étagnac-Granit (305 Millionen Jahre) und Saint-Gervais-Granit
- der Nexon-les-Cars-Granit, ein hybrider Biotitgranit, mit seinem südlichen Ableger von Vieillecour
- die Generation von aluminiumreichen und leukokraten Leukograniten, wie beispielsweise der Brame-Leukogranit (325 Millionen Jahre), der Peury-Leukogranit, der Cognac-la-Forêt-Leukogranit (308 Millionen Jahre), der Chéronnac-Leukogranit und der Saint-Mathieu-Leukogranit (315 Millionen Jahre).

Den Abschluss der magmatischen Tätigkeiten bildeten subalkalische Mikrogranite, Lamprophyre und ein extrem seltener ultrapotassischer und alkalischer Quarzsyenit bei Oradour-sur-Vayres.
Die Intrusionen haben zum Teil die Untere Gneisdecke zusätzlich kontaktmetamorph verändert. Es kam zur Neubildung von Biotit, Cordierit und gelegentlich auch Turmalin – zu sehen am Kontakt des Saint-Mathieu-Leukogranits.

### Mineralogie

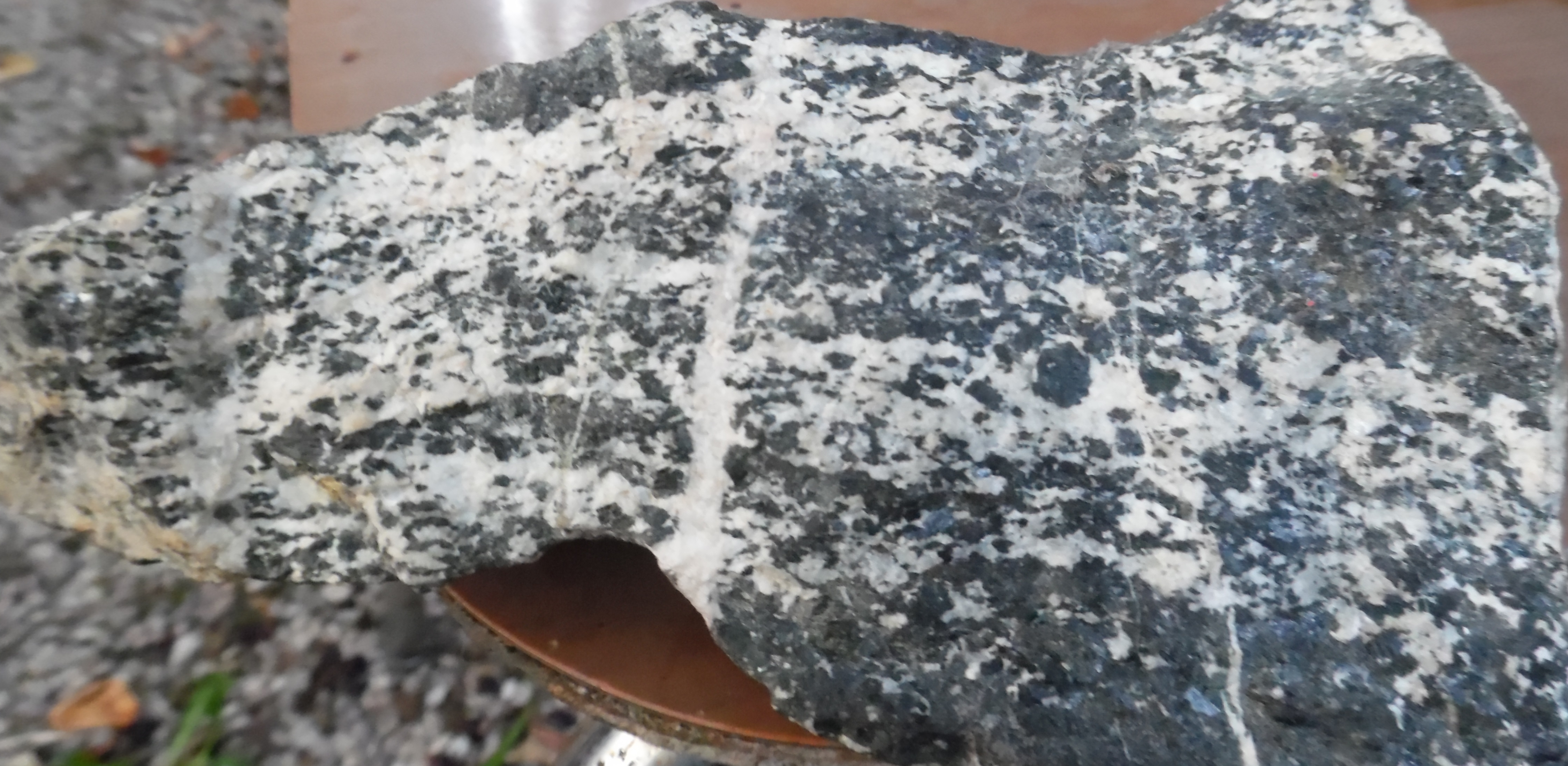
Amphibolit von Champagnac-la-Rivière, eingeschuppt in die Basis der Unteren Gneisdecke

Die Zweiglimmerfazies der Paragneise führt neben Glimmern die Minerale Plagioklas (Oligoklas) und Quarz. Als Antiperthit fungiert der Alkalifeldspat Mikroklin. Metamorphe Bildungen sind Granat (Almandin), Disthen, Staurolith und Sillimanit. Die Biotitfazies besitzt praktisch eine identische Mineralogie, jedoch so gut wie ohne Muskovit. Sie ist wesentlich feinkörniger und besitzt ein massiveres Gefüge.
Die Augengneise enthalten Biotit, Muskovit, Albit, teils perthitischen Alkalifeldspat (Mikroklin) und Quarz. Akzessorien sind  Apatit,  Zirkon und Magnetit. Als metamorphes Mineral tritt Granat hinzu.
In den Leptyniten erscheinen Quarz, Mikroklin, Oligoklas, Biotit und Muskovit. Als Akzessorien fungieren Apatit, Zirkon und die Oxide Ilmenit und Magnetit. Eine Besonderheit ist die Bildung von Myrmekit an den von Mikroklin umgebenen Rändern des Oligoklas. Granat ist erneut als metamorphe Neubildung zugegen. In manchen Leptyniten tritt als Glimmer Lepidomelan auf, als Amphibol erscheint Ferrohastingsit und auch Allanit und seltener Titanit können angetroffen werden.
Die eingeschuppten Amphibolite und Serpentinite unterscheiden sich in ihrer Mineralogie durch das Auftreten von Amphibol bzw. Serpentinmineralen vollständig von den sie umgebenden Quarz-Feldspatgesteinen.
Die Migmatite ähneln in ihrem Mineralbestand Leukograniten oder Leukogranodioriten. Auch sie zeichnen sich durch die Anwesenheit von Myrmekit aus. Metamorphmineral ist erneut Granat.

### Geochemie
Folgende Analysen sollen die chemische Zusammensetzung von Gesteinen aus der Unteren Gneisdecke des westlichen Limousins veranschaulichen:
| Oxid Gew. % | Paragneis 1 | Paragneis 2 | Paragneis 3 | Paragneis 4 | Augengneis | Leptynitischer Augengneis | Leptynit 1 | Leptynit 2 | Amphibolit | Serpentinit |
| ----------- | ----------- | ----------- | ----------- | ----------- | ---------- | ------------------------- | ---------- | ---------- | ---------- | ----------- |
| SiO2        | 62,00       | 68,10       | 70,60       | 77,60       | 71,03      | 74,68                     | 77,69      | 73,60      | 49,35      | 40,29       |
| TiO2        | 0,77        | 0,61        | 0,58        | 0,00        | 0,33       | 0,20                      | 0,11       | 0,05       | 0,52       | 0,06        |
| Al2O3       | 17,30       | 15,15       | 13,10       | 11,65       | 14,60      | 13,45                     | 11,70      | 14,60      | 16,44      | 2,00        |
| Fe2O3       | 1,95        | 1,50        | 4,52 tot    | 1,17 tot    | 2,44 tot   | 1,91 tot                  | 1,57 tot   | 1,03 tot   | 7,21 tot   | 8,49 tot    |
| FeO         | 4,30        | 4,45        |             |             |            |                           |            |            |            |             |
| MnO         | 0,10        | 0,10        | 0,66        | 0,02        | 0,33       | 0,03                      | 0,11       | 0,07       | 0,13       | 0,10        |
| MgO         | 3,20        | 2,90        | 1,77        | 0,34        | 0,51       | 0,35                      | 0,11       | 0,09       | 9,79       | 34,72       |
| CaO         | 1,35        | 1,30        | 1,18        | 0,39        | 0,53       | 0,75                      | 0,22       | 0,34       | 12,82      | 0,53        |
| Na2O        | 2,70        | 3,20        | 2,50        | 2,30        | 3,61       | 2,67                      | 2,55       | 4,00       | 1,74       | 0,20        |
| K2O         | 3,10        | 2,40        | 2,80        | 4,47        | 5,12       | 5,37                      | 4,08       | 4,30       | 0,66       | 0,05        |
| P2O5        | 0,18        | 0,15        |             |             |            |                           |            |            | 0,06       | 0,05        |
| H2O−        | 0,10        | 0,05        |             |             |            |                           | 0,10       |            |            |             |
| H2O+        | 2,75        | 2,00        | 1,61        | 1,72        | 1,18       | 0,78                      | 1,30       | 1,53       | 1,39       | 12,97       |

Der SiO2-Gehalt der Quarz-Feldspatgesteine zeigt große Schwankungen von 62 bis nahezu 78 Gewichtsprozent. Die Gesteine sind jedoch noch als generell sauer zu bezeichnen. Ihre Alkalien (Na + K) variieren insgesamt zwischen 4,8 und 8,7 Gewichtsprozent. Die Al2O3-Gehalte sind generell hoch (11 bis 17 Gewichtsprozent) und geben die Gesteine als ursprünglich sandig-tonige, siliziklastische Sedimente (quarz- und phyllitreich) oder als rhyolithische Abtragungsprodukte zu erkennen, welche sich deutlich im Diagramm Q gegenüber A von mafischeren Granitoiden unterscheiden.
Hiervon abgesetzt sind die ultrabasischen bis basischen ozeanischen Krustengesteine mit 40 bis 50 Gewichtsprozent SiO2. Ihr ozeanischer Charakter wird vor allen Dingen durch ihre sehr hohen Eisen-Magnesiumwerte unterstrichen. CaO ist bei den Amphiboliten stark erhöht, wohingegen die Alkalien Na2O und K2O sehr niedrig ausfallen.

## Tektonik
Die Untere Gneisdecke ist intern nicht homogen, sondern stark tektonisch beansprucht. Zu erkennen sind Internüberschiebungen und Faltungen, manchmal auch Isoklinalfalten. An Internüberschiebungen können ozeanische Krustenreste aufgeschuppt sein. Der Faltenbau zeigt gewöhnlich eine Vergenzrichtung, so beispielsweise im westlichen Limousin nach Westen. Der Interndecken/Faltenbau wird darüber hinaus von Seitenverschiebungen versetzt, welche die Strukturen meist in Nordost-Südwestrichtung durchschlagen.

## Meteoriteneinschlag
Eine Rarität ist der Krater von Rochechouart-Chassenon, der aufgrund eines Meteoriteneinschlags in die Untere Gneisdecke vor rund 200 Millionen Jahren entstanden war.

## Bodenschätze
Die Untere Gneisdecke des Limousins ist bekannt für ihre Goldvorkommen, die bereits seit den Zeiten der Gallier abgebaut wurden. Die Gesteine zeigen ferner punktuell Anreicherungen an Uran, Blei/Zink, Wolfram und Wismut/Arsen. Ein weiterer bedeutender Rohstoff ist Kaolin zur Porzellanherstellung.

## Alter
Das Alter der Protolithen der Unteren Gneisdecke konnte anhand der eingeschlossenen Zirkone mittels der U/Pb-Methode radiometrisch ermittelt werden. So fanden Melleton und Kollegen (2010) Alter von 593 ± 4 Millionen Jahren (Cornil-Paragneis) und 573 ± 12 Millionen Jahren (Aubazine-Glimmerschiefer), die Protolithen stammen somit aus dem mittleren Ediacarium. Ältere ererbte Zirkonpopulationen erbrachten die Alter 670 ± 22, 879 ± 32, 1060 ± 18, 1715 ± 99, 2071 ± 94, 2662 ± 36 und 2775 ± 34 Millionen Jahre. 
Eingeschlossene Orthogneise bzw. ehemalige Granitoide wie der Tulle-Orthogneis, der Meuzac-Orthogneis, der Aubazine-Orthogneis und der Port-de-Vaurs-Orthogneis zeigen Alter, die von 475 ± 11 bis 451 ± 5 Millionen Jahren reichen – sie waren also im Verlauf des Mittleren und Oberen Ordoviziums aufgedrungen. Auch ihr ererbtes Zirkonspektrum kann bis ins Archaikum hinaufreichen. 
Insgesamt deutet das ererbte Altersspektrum innerhalb der Protolithen der Unteren Gneisdecke auf eine große Ähnlichkeit mit den Verhältnissen im Westafrikanischen Kraton und verweist auf die Bedeutung paläoproterozoischer, neoproterozoischer und früher paläozoischer orogener Prozesse für das Krustenwachstums Westeuropas.